# Pajama Party
Pajama Party foi um trio de freestyle formado em 1988 no Brooklyn, Nova Iorque, e os integrantes do trio eram Jennifer McQuilkin, Daphne Rubin-Vega e Suzi Ranta.
Elas são melhores lembradas pelas suas canções "Yo No Sé", "Over and Over" e "Hide and Seek", que alcançaram as posições #75, #79 e #73 na Billboard Hot 100.

## Discografia

### Álbuns de estúdio
| Ano  | Detalhes do álbum                                                                  |
| ---- | ---------------------------------------------------------------------------------- |
| 1989 | Up All Night - Lançado: 23 de Outubro de 1989 - Gravadora: Atlantic Records        |
| 1991 | Can't Live Without It - Lançado: 19 de Março de 1991 - Gravadora: Atlantic Records |

### Singles
| 1989                                               | "Yo No Sé"                | 75 | 34 | 17 | Up All Night          |
| 1989                                               | "Over and Over"           | 59 | 26 | 4  | Up All Night          |
| 1990                                               | "Hide and Seek"           | 73 | 33 | 17 | Up All Night          |
| 1990                                               | "Living Inside Your Love" | —  | —  | —  | Up All Night          |
| 1991                                               | "Can't Live Without It"   | —  | —  | —  | Can't Live Without It |
| "—" denota um lançamento que não entrou na parada. |                           |    |    |    |                       |